# Ermin Bičakčić
Ermin Bičakčić (Zvornik, RFS Yugoslavia, 24 de enero de 1990) es un futbolista bosnio nacionalizado alemán. Juega de defensa y su equipo es el Eintracht Brunswick de la 2. Bundesliga de Alemania.

## Trayectoria
El 27 de octubre de 2010 hizo su debut con el primer equipo del VfB Stuttgart en la Copa de Alemania. El 1 de diciembre de 2010 tuvo su primera aparición en la Liga Europa de la UEFA.
El 8 de enero de 2012 firmó por el Eintracht Brunswick.
El 30 de junio de 2014 fue fichado por el TSG 1899 Hoffenheim por la suma de 400 000 €.

## Selección nacional
El 22 de mayo de 2008 tuvo su primera aparición con la selección alemana sub-18. No obstante, finalmente decidió representar a Bosnia y Herzegovina a nivel mayor y el 21 de abril de 2009 hizo su debut con la selección sub-19 de ese país.
Luego de ser incluido en la lista preliminar de 24 jugadores en mayo de 2014, Bičakčić fue confirmado el 2 de junio en la lista final de 23 que representarán a Bosnia y Herzegovina en la Copa Mundial de Fútbol de 2014.

### Participaciones en Copas del Mundo
| Mundial                        | Sede   | Resultado      |
| ------------------------------ | ------ | -------------- |
| Copa Mundial de Fútbol de 2014 | Brasil | Fase de grupos |

## Clubes
| Club                | País     | Año           |
| ------------------- | -------- | ------------- |
| VfB Stuttgart II    | Alemania | 2009-2011     |
| VfB Stuttgart       | Alemania | 2011          |
| Eintracht Brunswick | Alemania | 2012-2014     |
| TSG 1899 Hoffenheim | Alemania | 2014-2023     |
| Eintracht Brunswick | Alemania | 2023-presente |